# Boyd Rice
Boyd Blake Rice, conosciuto anche come NON (Lemon Grove, 16 dicembre 1956), è un musicista, compositore, archivista, saggista, autore, fotografo e moviemaker statunitense.

## Carriera
Attivo dalla metà degli anni '70, si è occupato di fotografia e scrittura per la rivista con sede a San Francisco RE/Search Publication. Verso la metà degli anni '80 ha stretto amicizia con Anton LaVey, fondatore della Chiesa di Satana e successivamente ha fondato un suo movimento think tank chiamato Abraxas Foundation di ispirazione abraxas e gnosticismo. Il suo pensiero è darwinista sociale. Ha documentato gli scritti di Charles Manson con The Manson File. È anche seguace della cultura Tiki e appassionato di Barbie e di arte moderna. Riguardo al suo percorso musicale, ha iniziato a registrare del materiale di musica sperimentale e rumoristica nel 1975 con lo pseudonimo NON. Ha collaborato con Current 93, Death in June e Rose McDowall. La maggior parte dei suoi lavori sono stati pubblicati dalla Mute Records.

## Discografia parziale
- 1976 - The Black Album
- 1982 - Physical Evidence
- 1984 - Easy Listening for the Hard of Hearing (con Frank Tovey)
- 1985 - Blood and Flame
- 1990 - Music, Martinis and Misanthropy
- 1992 - In the Shadow of the Sword
- 1993 - Ragnarok Rune
- 1995 - Might!
- 1996 - Heaven Sent
- 1997 - God & Beast
- 1999 - Receive the Flame
- 2000 - The Way I Feel
- 2001 - Wolf Pact
- 2002 - Children of the Black Sun
- 2004 - Terra Incognita: Ambient Works 1975 to Present
- 2004 - Alarm Agents (con Death in June)
- 2012 - Back to Mono